# Caterina da Bologna
Caterina da Bologna, o Caterina de' Vigri (Bologna, 8 settembre 1413 – Bologna, 9 marzo 1463), è stata una religiosa italiana, fondatrice e prima badessa del monastero delle clarisse del Corpus Domini di Bologna. È stata canonizzata da papa Clemente XI il 22 maggio 1712. Tale è la sua fama che a Bologna è chiamata semplicemente "la Santa". E' compatrona della città insieme a san Petronio.

## Biografia

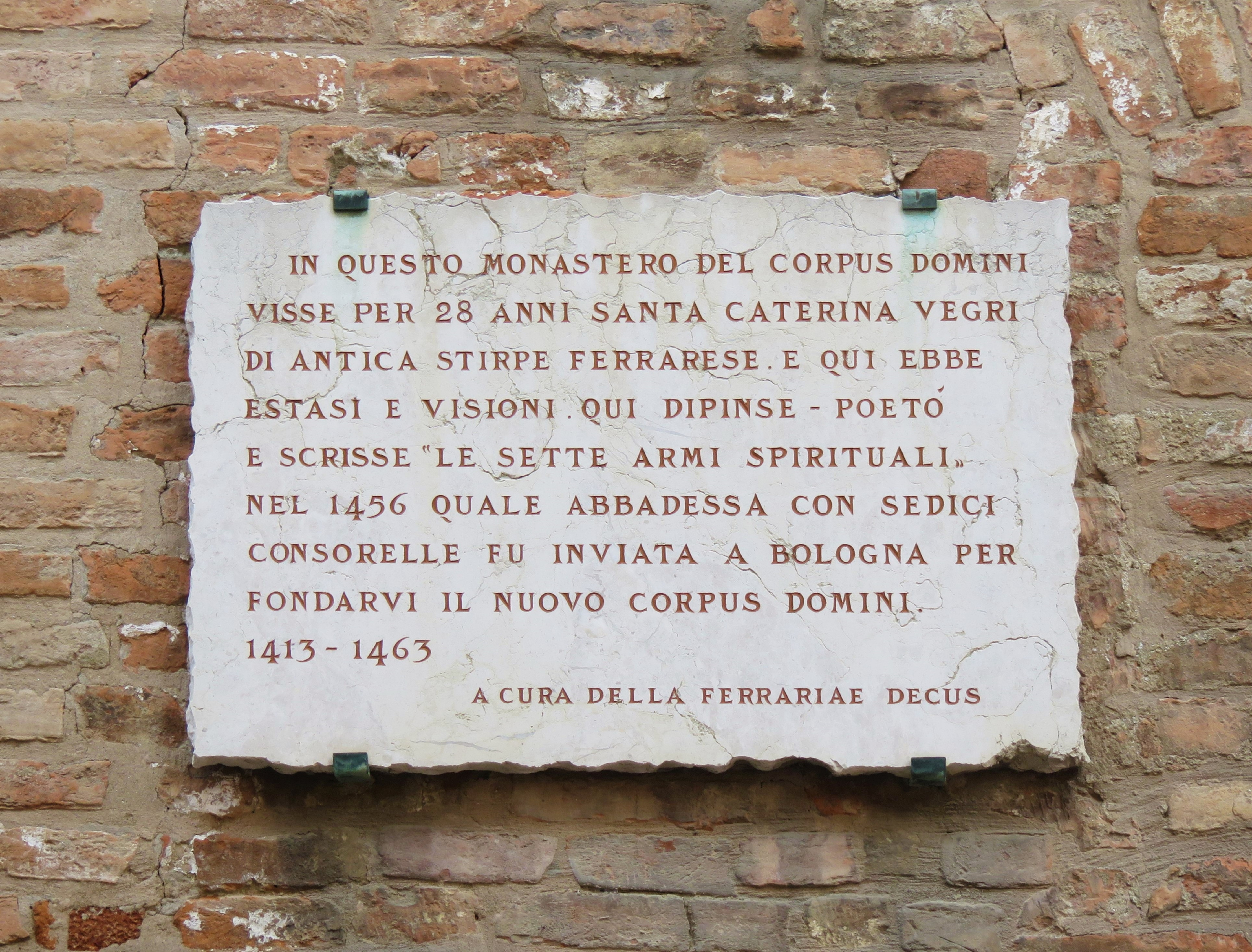
Epigrafe a ricordo della santa, posta dalla Ferrariae Decus sulla facciata del monastero in via Pergolato a Ferrara.

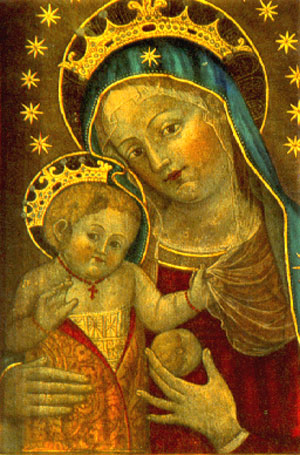
Madonna con Bambino detta Madonna del Pomo in un dipinto di santa Caterina da Bologna

Nasce da Benvenuta Mammolini e da Giovanni de' Vigri, patrizio ferrarese, dottore in legge e pubblico lettore a Padova, al servizio del marchese Niccolò III d'Este, signore di Ferrara.
Fin da piccola viene educata a Bologna dalla madre e da parenti, per via delle molte assenze del padre, il quale però vuole che impari anche il latino.
Nel 1424, all'età di 11 anni, Caterina entra alla corte estense come damigella di compagnia di Margherita d'Este, figlia naturale di Niccolò III. Riceve l'educazione propria del tempo: studia musica, pittura, danza, impara a poetare e diventa esperta nell'arte della miniatura e della copiatura.
Nel 1427, a soli quattordici anni, anche in seguito ad alcuni eventi familiari, Caterina decide di lasciare la corte, per unirsi a un gruppo di giovani donne provenienti da famiglie gentilizie che facevano vita comune, consacrandosi a Dio. La madre acconsente, benché avesse altri progetti su di lei. Parlando in terza persona, ella afferma che è entrata al servizio di Dio "illuminata dalla grazia divina […] con retta coscienza e grande fervore", sollecita notte e giorno alla santa orazione, impegnandosi a conquistare tutte le virtù che vedeva in altri, "non per invidia, ma per piacere di più a Dio in cui aveva posto tutto il suo amore" . Notevoli sono i suoi progressi spirituali in questa nuova fase della vita, ma grandi e terribili sono pure le prove, le sofferenze interiori, soprattutto le tentazioni del demonio. Attraversa una profonda crisi spirituale fino alle soglie della disperazione . Vive nella notte dello spirito, percossa pure dalla tentazione dell'incredulità verso l'Eucaristia. Dopo tanto patire, il Signore la consola: in una visione le dona la chiara conoscenza della presenza reale eucaristica, una conoscenza così luminosa che Caterina non riesce ad esprimere con le parole. Nello stesso periodo sorgono tensioni tra chi vuole seguire la spiritualità agostiniana e chi è più orientata verso la spiritualità francescana.
Tra il 1429 e il 1430 la responsabile del gruppo, Lucia Mascheroni, decide di fondare un monastero agostiniano. Caterina, invece, con altre, sceglie di legarsi alla regola di Chiara d'Assisi, approvata da papa Innocenzo IV: nel 1432 compie con le compagne la professione e dà inizio alla vita claustrale francescana nel monastero del Corpus Domini a Ferrara. La comunità abita nei pressi della chiesa di Santo Spirito annessa al convento dei Frati Minori che hanno aderito al movimento dell'Osservanza. Caterina e le compagne possono così partecipare regolarmente alle celebrazioni liturgiche e ricevere un'adeguata assistenza spirituale. Hanno pure la gioia di ascoltare la predicazione di san Bernardino da Siena.
Caterina narra che, nel 1429 - terzo anno dalla sua conversione - va a confessarsi da uno dei Frati Minori da lei stimati, compie una buona Confessione e prega intensamente il Signore di donarle il perdono di tutti i peccati e della pena ad essi connessa. Dio le rivela in visione di averle perdonato tutto. È un'esperienza molto forte della misericordia divina, che la segna per sempre, dandole nuovo slancio nel rispondere con generosità all'immenso amore di Dio.
Nel 1431 ha una visione del giudizio finale. La terrificante scena dei dannati la spinge a intensificare preghiere e penitenze per la salvezza dei peccatori. Il demonio continua ad assalirla ed ella si affida in modo sempre più totale al Signore e alla Vergine Maria.
Venerata già in vita dal popolo per le sue virtù carismatiche, il 22 luglio 1456, dopo insistente invito della cittadinanza e delle autorità civili e religiose, Caterina giunge a Bologna per fondarvi il monastero del Corpus Domini, accolta dal cardinale Bessarione, legato del papa, dall'arcivescovo, seguito dal clero, dal Senato e da tutto il popolo. Il nuovo monastero mantiene la denominazione del chiostro ferrarese, che derivava dal miracolo eucaristico avvenuto nella vicina Chiesa di Santa Maria in Vado. La accompagnano diciotto consorelle. Sarà badessa del convento per i successivi sette anni, cioè fino alla morte, avvenuta il 9 marzo 1463.
Caterina fa parte di una serie di clarisse legate all'Osservanza francescana, caratterizzate dall'aver fatto sintesi tra santità e amore per la cultura, tra le quali spiccano Cecilia Copoli da Perugia, Eustochia Calafato da Messina, Battista Camilla da Varano da Camerino ed in particolare la consorella beata Illuminata Bembo, biografa della santa bolognese.

## Il corpo incorrotto

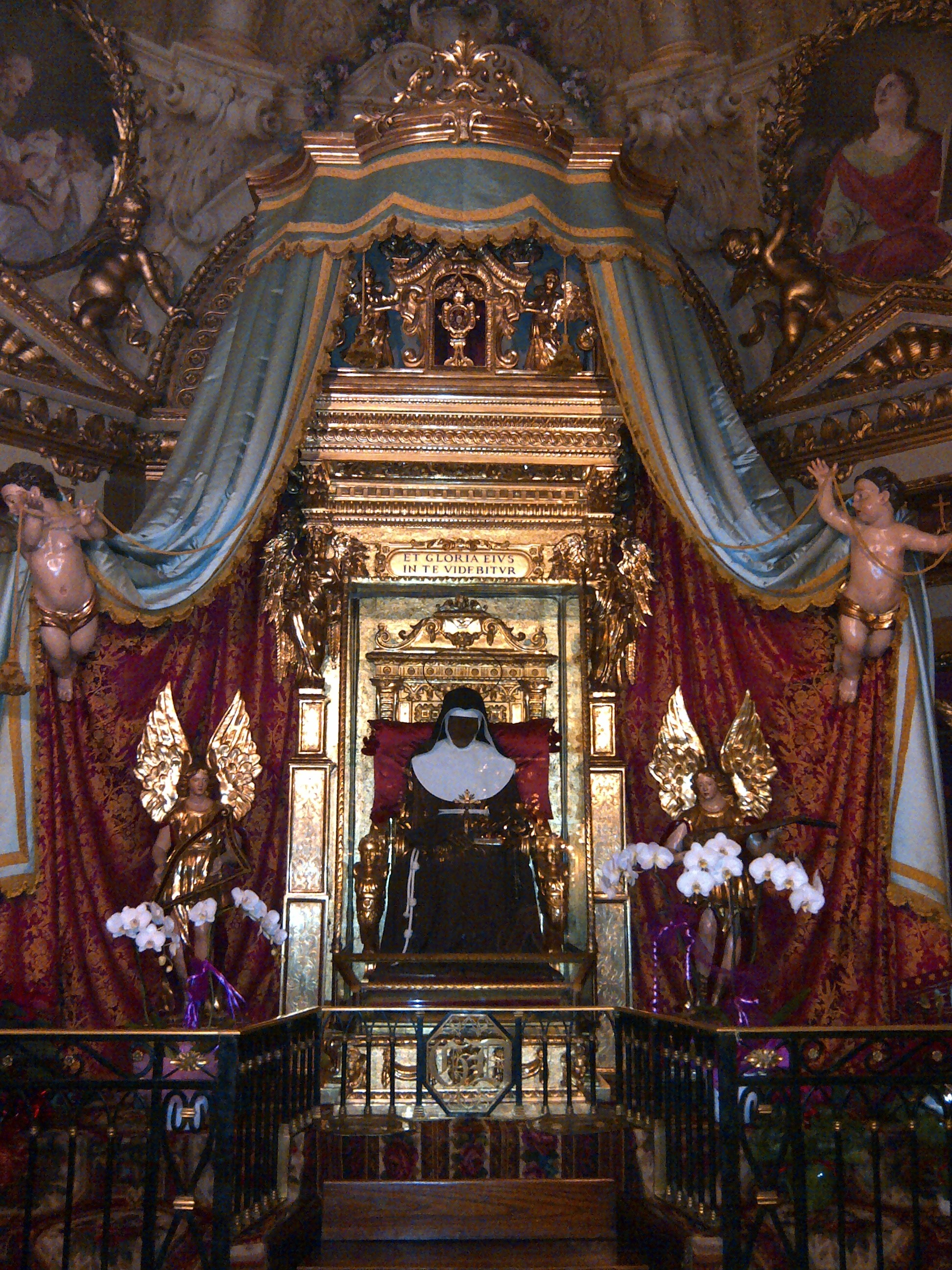
Il corpo incorrotto della santa nel Monastero delle Clarisse di Bologna

Fu seppellita nella nuda terra, ma dopo diciotto giorni fu dissotterrata, intatta e profumata. Dopo varie peripezie il suo corpo trovò una collocazione soddisfacente che ancor oggi conserva: si trova in una cappella del monastero del Corpus Domini di Bologna, ed è accessibile dalla chiesa, senza alcuna maschera, seduta, visibile a tutti. Il corpo non ha subito trattamenti: solo le dita sono state parzialmente ricoperte di cera per rimediare al deterioramento che hanno subito a causa del contatto con le mani dei fedeli, quando il corpo era liberamente esposto. Per più di settant'anni le unghie e i capelli crebbero come quelli di una persona viva ed erano regolarmente tagliati. Il corpo, vestito con un abito da clarissa di foggia moderna, che differisce da quello indossato in vita da Caterina, ancora oggi trasuda un liquido trasparente che imbeve le vesti, perciò le suore devono cambiarla periodicamente. Il corpo, tuttora intatto nonostante il colore nero della pelle, dovuto alle lampade ad olio e alle candele utilizzate durante i secoli, è seduto sopra un seggio. In alto, sopra il seggio, si legge l'iscrizione: "Et gloria eius in te videbitur" ("In te [Caterina] si vedrà la Sua gloria [di Dio]"), frase udita da Caterina in una visione un anno prima della morte, citazione del versetto Is 60,2b.
Fu canonizzata da papa Clemente XI il 22 maggio 1712, solennità della Santissima Trinità.
La beata Illuminata Bembo, subentrata a santa Caterina come badessa, descrisse in qualità di testimone oculare gli avvenimenti che fecero seguito al trapasso della futura santa, come il dolce profumo che emanava dal corpo, che trasudava inoltre un liquido aromatico trasparente, fenomeno che dura ancora oggi. 
Ogni anno, dall'8 marzo, vigilia della sua festa, fino al 16 marzo, nel santuario del Corpus Domini di Bologna si celebra un Ottavario in onore di santa Caterina.

## Opere

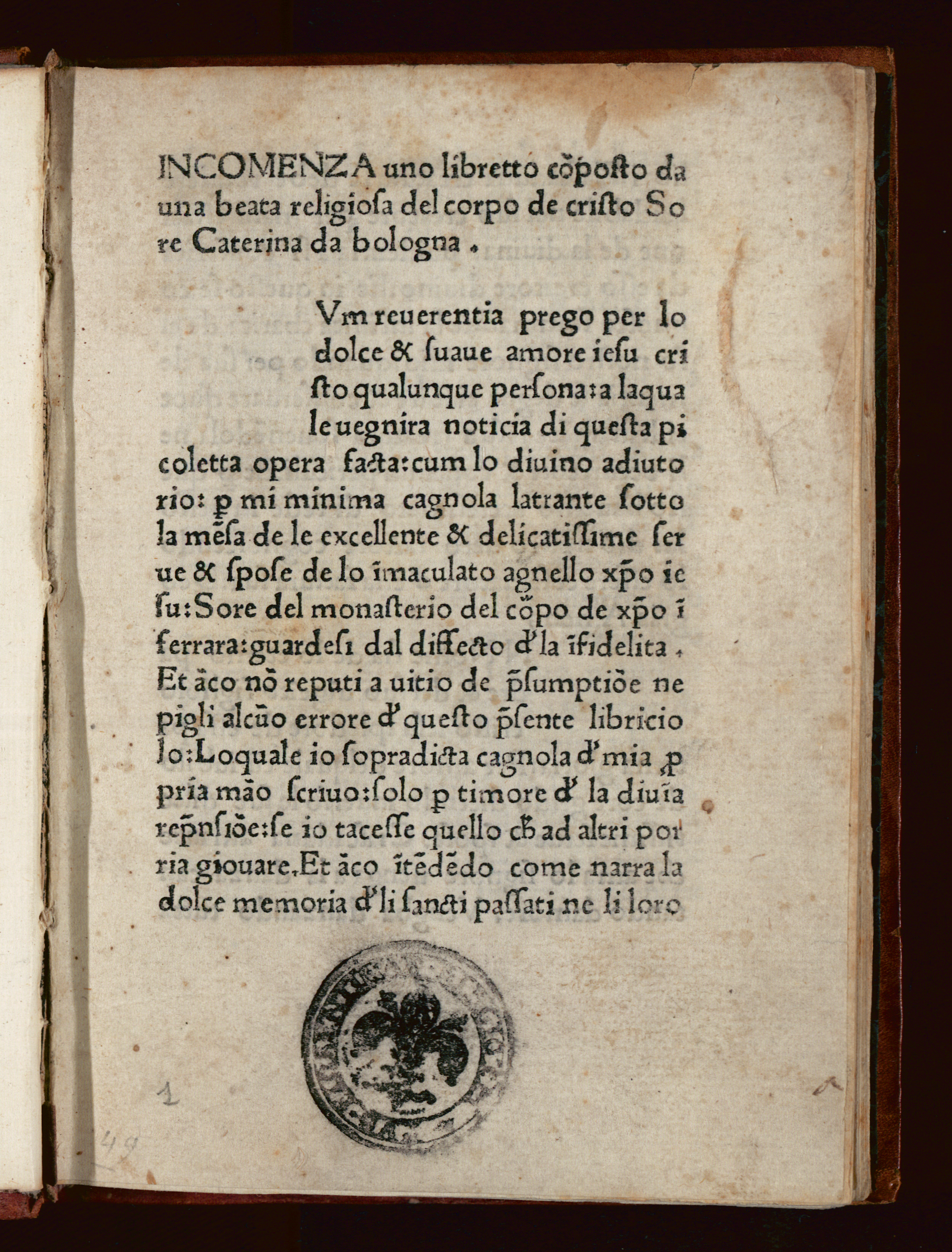
Sette armi spirituali, 1475

### Gli scritti
- Sette armi spirituali, Bologna, Baldassarre Azzoguidi, 1475.
- Le sette armi spirituali, Ed. Monastero del Corpus Domini, Bologna 1998 (trascrizione in lingua corrente dell'opera di Santa Caterina a cura di Sr M. Giovanna, clarissa del medesimo Monastero);
- I dodici giardini, Ed. Inchiostri Associati 1999;
- Rosarium, Poema del XV Secolo, Ed. Barghigiani, Bologna, 1997;
- Via Crucis, tratta dal Rosarium, Ed. Barghigiani;
- I sermoni, Ed. Barghigiani, Bologna 1999;
- Le Sette Armi Spirituali, Ed. del Galluzzo 2000;
- Laudi, Trattati e Lettere, Ed. del Galluzzo 2000;
- Corona de la Madre de Christo, Ed. Digigraf 2006.

#### I dodici giardini
I dodici giardini è un'opera mistica allegorica scritto in volgare emiliano-bolognese e rappresenta una delle testimonianze più significative della spiritualità monastica femminile del Quattrocento italiano. L'opera, composta probabilmente durante il periodo in cui Caterina si trovava a Ferrara, è espressione di un linguaggio poetico e simbolico in cui si intrecciano contemplazione mistica, pedagogia spirituale e tensione escatologica.
L'opera è divisa in dodici parti, chiamate "giardini". Ogni giardino rappresenta un momento importante del cammino spirituale dell'anima verso Dio. Si tratta di un percosro che parte dalla purificazione interiore e arriva alla contemlpazione, cioè alla vicinanza con Dio. L'immagine del giardino non è usata solo per bellezza: nella tradizione cristiana il giardino ricorda il paradiso e i luoghi dove si sente la presenza di Dio. Ma in questo libro il giardino diventa anche un posto dove l'anima deve combattere contro i suoi difetti, scegliere il bene e imparare le virtù cristiane, come l'umiltà, la pazienza, la carità e la purezza.
Il linguaggio usato da Caterina è semplice, ma pieno di immagini. Spesso usa parole che fanno pensare a fiori, profumi, luce, ed acqua. Queste immagini vogliono aiutare chi legge a sentirsi davverodentro al giardino, come se stesse vivendo una esperienza spirituale con tutti i sensi. Questo modo di scrivere era molto comune tra le monache mistiche del tempo, che usavano simboli per parlare della fede e dei sentimenti religiosi. Ogni giardino inizia con una descrizione di questo luogo immaginario : a volte è un posto chiuso e profumato, altre volte è pieno di luce o di fiori. In quel giardino l'anima parla con Dio, con la madonna oppure con delle figure simboliche che rappresentano consigli o avvertimenti. In questo modo l'anima impara qualcosa, cresce nella fede e si avvicina sempre di più a Dio.
Secondo lo studioso Giovanni Pozzi, l'opera è costruita come un percorso educativo per aiutare le monache a riflettere su se stesse e migliorare nella vita spirituale. Anche se non segue uno schema rigido, ogni giardino ha un messaggio preciso. L'autrice mette insieme parole, immagini e simboli per coinvolgere chi legge e farle vivere un'esperienza spirituale profonda.
La Madonna ha un ruolo molto importante in tutto il testo. In molti giardini appare come guida dell'anima o come madre che consola. Questo è in linea con la spiritualità del monache clarisse, che vedevano Maria come il modello perfetto da seguire.

### I dipinti
Caterina rappresenta il caso singolare di una monaca artista del XV secolo le cui miniature sono conservate nel breviario personale. Nel meditare mentre trascriveva il testo delle scritture, aggiunse circa un migliaio di rubriche alle preghiere, miniando le iniziali con ritratti a busto di santi, prestando una particolare attenzione alle immagini di santa Chiara e san Francesco. Oltre a molte immagini di Cristo e di Gesù Bambino in fasce, dipinse altri santi, tra cui Tommaso Becket, Girolamo, Paolo di Tarso, Antonio di Padova, Maria Maddalena e Caterina d'Alessandria. Il suo stile da autodidatta include motivi da ricami e stampe devozionali. Qualche immagine di santo, intrecciata tra il testo e la rubrica, mostra una iconografia peculiare e originale, che si ritrova nelle opere d'arte di monache della Germania (nönnenarbeiten). Il breviario e le sue immagini sicuramente avevano una funzione didattica all'interno della comunità conventuale.
Tra le altre opere su tavola e manoscirtti attribuiti a lei si ricorda una Madonna con Bambino, detta Madonna del Pomo, all'interno della Cappella della Santa, un ritratto o autoritratto nella copia autografa delle Sette Armi Spirituali, un Redentore, ed un'altra Madonna con Bambino, sempre nella Cappella. Le attribuzioni di alcune di queste opere sono state messe in dubbio da qualche studioso.
Anche un disegno di Uomo sofferente o Cristo Risorto trovato in un insieme di lodi (Ms. 35 no.4, Archivio Generale Arcivescovile, Bologna) è stato attribuito a lei.
Caterina è una donna artista che sviluppa una filosofia estetica, cosa molto rara per il tempo. Spiegava che l'arte religiosa, anche se faceva impiegare tempo prezioso, serviva per "aumentare la devozione a sé e agli altri".
Un altro dipinto ritrae Sant'Orsola con le sue compagne, e santa Caterina stessa inginocchiata davanti a loro, opera che si trova alla Pinacoteca nazionale di Venezia, oggi ritenuta della Scuola di Giovanni Bellini.

### La violetta
Nello stesso convento del Corpus Domini è ottimamente conservata la violetta che, secondo la tradizione, veniva suonata dalla santa. Si tratta di un piccolo strumento ad arco, di fattura piuttosto inconsueta, data la presenza di due tavole armoniche, una più larga in acero, dove attualmente è situato il ponticello, e una più stretta e distale, in abete (dove più verosimilmente il ponte era collocato). Le particolarità di questo strumento hanno suscitato varie discussioni tra gli esperti del settore circa la sua autenticità (è dipinta tuttavia quasi identica in una pala di Federico Zuccari del 1608) e circa la sua forma particolare.

## Fonti
Opuscoletti editi dal Monastero di clausura del Corpus Domini: 
- S. Caterina de' Vigri, Scrittrice mistica francescana. I libri che parlano di lei.
- G. Aquini ofm, Vita breve, Santa Caterina da Bologna.
- Caterina de' Vigri, Le sette armi spirituali, Bologna 1998